# Zoran Kosanović
Zoran Zoki Kosanović (* 16. Januar 1956; † 4. Februar 1998 in Kanada) war ein jugoslawischer und kanadischer Tischtennisspieler. Mit der jugoslawischen Mannschaft wurde er 1976 Europameister.

## Jugoslawien
Kosanović vertrat Jugoslawien bei allen fünf Weltmeisterschaften von 1973 bis 1981. Dabei wurde er mit der Mannschaft 1975 Vizeweltmeister. Ein Jahr später wurde er in Prag mit dem Team Europameister. Im Doppel mit Milivoj Karakašević erreichte er bei der EM 1978 das Halbfinale.
Bei den Balkanmeisterschaften gewann er 11 Titel, nämlich von 1974 bis 1978 fünfmal in Folge mit der Mannschaft, 1976, 1977 und 1978 im Einzel, 1977 und 1978 im Doppel sowie 1977 im Mixed. Von 1975 bis 1979 wurde er fünfmal jugoslawischer Meister. Seine beste Platzierung in der ITTF-Weltrangliste war Rang 7.

## Kanada
Im September 1979 heiratete er in Kanada und lebte seitdem in Toronto. Hier zeigte er sich in zahlreichen kanadischen und nordamerikanischen Turnieren überlegen. So gewann er 1981 die nordamerikanische Meisterschaft und 1982 die US-Open. Bei der Weltmeisterschaft 1983 in Tokio trat er für Kanada an.
1998 starb Kosanović während eines Fußballspiels, an dem er aktiv teilnahm, an einem Herzinfarkt.

## Privat
Kosanović war verheiratet mit der Kanadierin Darinka, mit der er eine Tochter und einen Sohn hatte.

## Turnierergebnisse
| Verband | Veranstaltung              | Jahr | Ort          | Land | Einzel     | Doppel     | Mixed        | Team |
| ------- | -------------------------- | ---- | ------------ | ---- | ---------- | ---------- | ------------ | ---- |
| YUG     | Balkan Meisterschaft       | 1978 | Nis          | YUG  | Gold       | Gold       |              | 1    |
| YUG     | Balkan Meisterschaft       | 1977 | Brasov       | ROU  | Gold       | Gold       | Gold         | 1    |
| YUG     | Balkan Meisterschaft       | 1976 | Samsun       | TUR  | Gold       | Silber     |              | 1    |
| YUG     | Balkan Meisterschaft       | 1975 | Sofia        | BUL  |            |            |              | 1    |
| YUG     | Balkan Meisterschaft       | 1974 | Athen        | GRE  |            | Silber     |              | 1    |
| CAN     | Commonwealth Meistersch.   | 1982 | Bombay       | IND  | Silber     | Silber     | Silber       |      |
| YUG     | Europameisterschaft        | 1978 | Duisburg     | FRG  |            | Halbfinale |              |      |
| YUG     | Europameisterschaft        | 1976 | Prag         | TCH  |            |            |              | 1    |
| YUG     | Mittelmeer-Spiele          | 1979 | Hvar Split   | YUG  |            |            |              | 1    |
| CAN     | Nord-Amerika Meisterschaft | 1981 | Princetown   | 0    | Gold       |            |              |      |
| CAN     | Weltmeisterschaft          | 1983 | Tokio        | JPN  | Qual       | letzte 64  | keine Teiln. | 41   |
| YUG     | Weltmeisterschaft          | 1981 | Novi Sad     | YUG  | letzte 128 | letzte 32  | letzte 32    | 7    |
| YUG     | Weltmeisterschaft          | 1979 | Pyongyang    | PRK  | letzte 64  | letzte 64  | letzte 16    | 9    |
| YUG     | Weltmeisterschaft          | 1977 | Birmingham   | ENG  | letzte 32  | letzte 64  | keine Teiln. | 8    |
| YUG     | Weltmeisterschaft          | 1975 | Calcutta     | IND  | letzte 128 | letzte 64  | Qual         | 2    |
| YUG     | Weltmeisterschaft          | 1973 | Sarajevo     | YUG  | letzte 128 | letzte 16  | Qual         |      |
| CAN     | World Cup                  | 1981 | Kuala Lumpur | MAS  | 10         |            |              |      |